# Rio Gârbovul
O Rio Gârbovul é um rio da Romênia, afluente do Jiul de Vest, localizado no distrito de Hunedoara.